# Selenops curazao
Espèce
Selenops curazao est une espèce d'araignées aranéomorphes de la famille des Selenopidae.

## Distribution
Cette espèce est endémique des Antilles. Elle se rencontre à Curaçao et à Bonaire.

## Description
Le mâle holotype mesure 5,25 mm et la femelle paratype 5,25 mm. Le mâle décrit par Crews en 2011 mesure 5,28 mm.

## Étymologie
Son nom d'espèce lui a été donné en référence au lieu de sa découverte, Curaçao.

## Publication originale
- Alayón, 2001 : Especie nueva de Selenops (Araneae: Selenopidae) de Curazao, Antillas Holandesas. Solenodon, vol. 1, p. 17-20.